# Șevcenka, Karlivka
Șevcenka (în ucraineană Шевченка) este un sat în comuna Halturîne din raionul Karlivka, regiunea Poltava, Ucraina.

## Demografie
Componența lingvistică a localității Șevcenka
     Ucraineană (94,27%)
     Rusă (3,82%)
Conform recensământului din 2001, majoritatea populației localității Șevcenka era vorbitoare de ucraineană (94,27%), existând în minoritate și vorbitori de rusă (3,82%) și armeană (1,91%).